# Myrmex
Myrmex (klassisk grekiska: Μύρμηξ, Múrmēx, från myrmex (μύρμηξ, múrmēx), "myra", pluralis: myrmekes (μύρμηκες, múrmēkes), "myror") var enligt grekisk mytologi en ung ogift flicka från Attika som var avhållen av gudinnan Athena för sin renlevnad och skicklighet i olika hantverk. Men när hon skrytsamt påstod sig vara ensam uppfinnare av plogen, vredgades gudinnan och förvandlade henne till en myra som straff.